# Serbia en el Festival de la Canción de Eurovisión 2022
Serbia participó en el LXVI Festival de la Canción de Eurovisión, que se celebró en Turín, Italia del 10 al 14 de mayo de 2022, tras la victoria de Måneskin con la canción «Zitti e buoni». La Radio-Televizija Srbije (Radiotelevisión serbia, en español) decidió organizar la final nacional titulada «Pesma za Evroviziju '22» reemplazando el tradicional Beovizija y tras un año de elección interna. El festival fue celebrado entre el 3 y el 5 de marzo de 2022, dando como ganadora a Konstrakta con el tema synth pop «In corpore sano», compuesta por ella misma junto a Milovan Bošković. El tema, que combina el serbio junto con el latín, será el primero que contenga frases en este último idioma por primera vez en la historia del festival.
A pesar de inicialmente no partir dentro de las casas de apuestas como una de las favoritas, Tras la realización de los ensayos y las semifinales, Serbia logró convertirse en una las máximas favoritas, al subir hasta la 6.ª posición de las casas de apuestas.
Finalmente en el festival, Serbia se clasificó en la segunda semifinal tras ubicarse en 3° lugar con 237 puntos. Dos días más tarde, en la gran final, Serbia se ubicó en la 5.ª posición con 312 puntos: 87 puntos del jurado profesional y 225 puntos del televoto, convirtiéndose en una de las mejores participaciones del país balcánico en el festival.

## Historia de Serbia en el Festival
Serbia es uno de los últimos países de Europa del Este que recientemente se han unido al festival, debutando en 2007 tras la disolución de Serbia y Montenegro. Serbia ha logrado vencer en una ocasión el festival, precisamente en su debut, con Marija Šerifović y la balada en serbio «Molitva». Desde entonces el país ha concursado en 13 ocasiones, siendo un país habitual dentro de la gran final, ausentándose solamente en 2009, 2013 y 2017. Sus mejores resultados son su victoria en 2007 y un tercer lugar obtenido por Željko Joksimović con «Nije ljubav stvar» en 2012.
En 2021, el grupo seleccionado internamente, Hurricane, terminó en 15° lugar con 102 puntos en la gran final, con el tema «LOCO LOCO».

## Representante para Eurovisión

### Pesma za Evroviziju '22
Serbia confirmó su participación en la edición de 2022 del Festival de la Canción de Eurovisión el 25 de mayo de 2021, tras anunciar que recuperaría el tradicional «Beovizija» para seleccionar a su candidatura. Tras abrir el plazo de recepción de candidaturas el día 14 de septiembre de 2021, en octubre se confirmó que el «Beovizija» no sería el formato utilizado por la RTS como preselección después de que se alegaran diferencias entre la productora del concurso, Megaton y la directora de Entretenimiento y Deporte de RTS, Olivera Kovačević. Finalmente se confirmó el título de la final como Pesma za Evroviziju '22 (Canción para Eurovisión '22 en español). El plazo de recepción de canciones se cerró en diciembre de 2021, confirmándose el 13 de ese mes la cantidad de 150 propuestas recibidas. El 14 de enero de 2022 se revelaron las 36 canciones participantes.
La competencia consistió en 3 galas: dos semifinales y una final. En las semifinales cada gala contenía 18 participantes los cuales se sometían a una sola ronda de votación a 50/50 entre un panel de 5 jurados profesionales y la votación del público. Ambos votaban con el mismo sistema de Eurovisión: 12, 10 y 8-1 puntos. Las 9 canciones con más puntos avanzaban a la final, en caso de empate en el último puesto de clasificación, avanzando la canción mejor votada por el público. En la final, las 18 canciones clasificadas se volvieron a presentar y tras ser sometidas al mismo sistema de votación que las semifinales, la canción con mayor sumatoria de puntos se declaró ganadora y representante de Serbia en Eurovisión. 

#### Candidaturas
| Artista                              | Canción (Traducción)                                                  | Compositor(es)                                                             |
| ------------------------------------ | --------------------------------------------------------------------- | -------------------------------------------------------------------------- |
| Aca Lukas                            | «Oskar» (Óscar)                                                       | Saša Nikolić, Mira Mijatović                                               |
| Ana Stanić                           | «Ljubav bez dodira» (Amor sin tocar)                                  | Vojislav Dragović, Ana Stanić                                              |
| Angellina                            | «Origami» (Origami)                                                   | Ognjen Jovanov, Marko Kon, Anđela "Angellina" Vujović                      |
| Bane Lalić & MVP                     | «Tu gde je ljubav ne postoji mrak» (Donde hay amor, no hay oscuridad) | Bane Lalić                                                                 |
| Biber                                | «Dve godine i šes' dana» (Dos años y seis días)                       | Rastko Aksentijević, Momčilo Bajagić Bajaga                                |
| Bojana Mašković                      | «Dama» (Señora)                                                       | Dušan Krsmanović, Alen Duš                                                 |
| Boris Subotić                        | «Vrati mi» (Devuélveme)                                               | Boris Subotić                                                              |
| Chegi & Braća Bluz Band              | «Devojko sa plamenom u očima» (Una niña con llamas en los ojos)       | Željko Čeganjac, Stefan Čeganjac, Dušan Čeganjac                           |
| Dušan Svilar                         | «Samo ne reci da voliš» (Simplemente no digas que amas)               | Rastko Aksentijević, Momčilo Bajagić Bajaga                                |
| Euterpa                              | «Nedostaješ» (Perdido)                                                | Boris Krstajić, Vladimir Danilović                                         |
| Gift                                 | «Haos» (Caos)                                                         | Gift, Jovan Matić                                                          |
| Goca Tržan                           | «Fitilj» (Mecha)                                                      | Dušan Bačić                                                                |
| Gramophonedzie                       | «Počinjem da ludim» (Me estoy volviendo loco)                         | Marko Milićević, Milana Popović                                            |
| Igor Simić                           | «To nisam ja» (No fui yo)                                             | Darko Dimitrov, Vladimir Danilović                                         |
| Ivana Vladović & Jovana Stanimirović | «Prijaće ti» (Lo disfrutarás)                                         | Ivan Ilić, Nikola Bulatović                                                |
| Ivona                                | «Znam» (Yo sé)                                                        | Ivona Pantelić                                                             |
| Jelena Pajić                         | «Pogledi» (Miradas)                                                   | Marijo Pajić, Đorđe Miljenović                                             |
| Julija                               | «Brzina» (Cuidando)                                                   | Nenad Ćeranić                                                              |
| Julijana Vincan                      | «Istina i laži» (Verdad y mentiras)                                   | Linda Persson, Ylva Persson, Vildana Husibegović                           |
| Konstrakta                           | «In corpore sano» (En cuerpo sano)                                    | Ana Đurić, Milovan Bošković                                                |
| Lift                                 | «Drama» (Drama)                                                       | Milan "SevdahBABY" Stanković, Lift                                         |
| Marija Mikić                         | «Ljubav me inspiriše» (El amor me inspira)                            | Vuxa, Miladin Bogosavljević                                                |
| Marija Mirković                      | «Požuri, požuri» (Darse prisa, date prisa)                            | Marija Mirković, Alka Vuica                                                |
| Marko Nikolić                        | «Dođi da te volim» (Ven, para que pueda amarte)                       | Marko Nikolić, Nada Bučević                                                |
| Mia                                  | «Blanko» (En blanco)                                                  | Aleksandra Milutinović                                                     |
| Naiva                                | «Skidam» (Me largo)                                                   | Zoran Babović Babonja, Jelena Živanović                                    |
| Orkestar Aleksandra Sofronijevića    | «Anđele moj» (Mi ángel)                                               | Aleksandar Sofronijević, Nikola Labović, Mirna Košanin                     |
| Rocher Etno Band                     | «Hajde sad nek' svak' peva» (Que todos canten)                        | Miodrag Klisarić                                                           |
| Sanja Bogosavljević                  | «Priđi mi» (Ven a mí)                                                 | Ilija Antović                                                              |
| Sara Jo                              | «Muškarčina» (Hombre masculino)                                       | Slobodan Veljković, Bojana Vunturišević                                    |
| Srđan Lazić                          | «Tražim te» (Te estoy buscando)                                       | Srđan Lazić                                                                |
| Tijana Dapčević                      | «Ljubi, ljubi doveka» (Amor, amor para siempre)                       | Leontina Vukomanović                                                       |
| Vasco                                | «Znaš li» (¿Lo sabes?)                                                | Vasilije Čolan Vasco, Ivan Franović, Marko Kon, Anđela "Angellina" Vujović |
| VIS Limunada                         | «Pesma ljubavi» (Canción de amor)                                     | Miodrag Ninić                                                              |
| Zejna Murkić                         | «Nema te» (No estás aquí)                                             | Vlado Maraš, Sanja Perić                                                   |
| Zoe Kida                             | «Bejbi» (Bebé)                                                        | Ana Radonjić                                                               |
| Zorja                                | «Zorja» (Zoria)                                                       | Zorja Pajić, Lazar Pajić                                                   |

     Candidatura retirada

#### Semifinales

##### Semifinal 1
La semifinal 1 se emitió el 3 de marzo de 2022, presentada por Dragana Kosjerina y Jovan Radomir desde los estudios de la RTS en la capital Belgrado. 18 canciones compitieron por 9 pases a la final en una ronda de votación determinada en una combinación de un 50% para un jurado profesional y 50% para el televoto. El panel de jurado fue compuesto por Željko Vasić (cantante), Tijana Milošević (violinista), Vojislav Aralica (productora), Tijana Bogićević (cantante) y Biljana Krstić (cantante).
| N.º | Artista             | Canción                            | Jurado | Televoto | Televoto | Lugar | Puntos |
| N.º | Artista             | Canción                            | Jurado | Votos    | Puntos   | Lugar | Puntos |
| --- | ------------------- | ---------------------------------- | ------ | -------- | -------- | ----- | ------ |
| 1   | Sanja Bogosavljević | «Priđi mi»                         | 1      | 499      | 0        | 13    | 1      |
| 2   | VIS Limunada        | «Pesma ljubavi»                    | 0      | 823      | 0        | 14    | 0      |
| 3   | Zorja               | «Zorja»                            | 10     | 5,518    | 12       | 1     | 22     |
| 4   | Bojana Mašković     | «Dama»                             | 0      | 338      | 0        | 14    | 0      |
| 5   | Boris Subotić       | «Vrati mi»                         | 0      | 1,976    | 5        | 10    | 5      |
| 6   | Ivona               | «Znam»                             | 4      | 1,072    | 2        | 9     | 6      |
| 7   | Bane Lalić and MVP  | «Tu gde je ljubav ne postoji mrak» | 0      | 901      | 0        | 14    | 0      |
| 8   | Angellina           | «Origami»                          | 5      | 1,693    | 3        | 7     | 8      |
| 9   | Ana Stanić          | «Ljubav bez dodira»                | 7      | 650      | 0        | 8     | 7      |
| 10  | Julija              | «Brzina»                           | 0      | 584      | 0        | 14    | 0      |
| 11  | Aca Lukas           | «Oskar»                            | 6      | 2,936    | 6        | 3     | 12     |
| 12  | Konstrakta          | «In corpore sano»                  | 12     | 4,750    | 8        | 2     | 20     |
| 13  | Igor Simić          | «To nisam ja»                      | 0      | 1,056    | 1        | 12    | 1      |
| 14  | Mia                 | «Blanko»                           | 0      | 388      | 0        | 14    | 0      |
| 15  | Jelena Pajić        | «Pogledi»                          | 2      | 610      | 0        | 11    | 2      |
| 16  | Biber               | «Dve godine i šes' dana»           | 8      | 1,953    | 4        | 4     | 12     |
| 17  | Marija Mikić        | «Ljubav me inspiriše»              | 3      | 4,412    | 7        | 6     | 10     |
| 18  | Lift                | «Drama»                            | 0      | 5,020    | 10       | 5     | 10     |

| Canción                            | Željko Vasić | Tijana Milošević | Vojislav Aralica | Tijana Bogićević | Biljana Krstić | Lugar | Total | Puntos |
| ---------------------------------- | ------------ | ---------------- | ---------------- | ---------------- | -------------- | ----- | ----- | ------ |
| «Priđi mi»                         | 1            | 2                | 3                | 1                | 2              | 10    | 9     | 1      |
| «Pesma ljubavi»                    |              |                  |                  |                  |                | 14    | 0     | 0      |
| «Zorja»                            | 6            | 10               | 10               | 10               | 10             | 2     | 46    | 10     |
| «Dama»                             |              |                  |                  |                  | 3              | 13    | 3     | 0      |
| «Vrati mi»                         |              |                  |                  |                  |                | 14    | 0     | 0      |
| «Znam»                             | 5            | 3                | 7                |                  | 4              | 7     | 19    | 4      |
| «Tu gde je ljubav ne postoji mrak» | 3            |                  | 2                |                  |                | 12    | 5     | 0      |
| «Origami»                          |              | 4                | 4                | 7                | 6              | 6     | 21    | 5      |
| «Ljubav bez dodira»                | 8            | 6                | 6                | 5                | 7              | 4     | 32    | 7      |
| «Brzina»                           |              |                  |                  |                  |                | 14    | 0     | 0      |
| «Oskar»                            | 7            | 7                | 5                | 4                | 5              | 5     | 28    | 6      |
| «In corpore sano»                  | 12           | 12               | 12               | 12               | 12             | 1     | 60    | 12     |
| «To nisam ja»                      |              |                  |                  |                  |                | 14    | 0     | 0      |
| «Blanko»                           |              |                  |                  | 8                |                | 11    | 8     | 0      |
| «Pogledi»                          | 2            | 5                |                  | 2                |                | 9     | 9     | 2      |
| «Dve godine i šes' dana»           | 10           | 8                | 8                | 6                | 8              | 3     | 40    | 8      |
| «Ljubav me inspiriše»              | 4            | 1                | 1                | 3                | 1              | 8     | 10    | 3      |
| «Drama»                            |              |                  |                  |                  |                | 14    | 0     | 0      |

##### Semifinal 2
La semifinal 2 se emitió el 4 de marzo de 2022, presentada por Dragana Kosjerina y Jovan Radomir desde los estudios de la RTS en la capital Belgrado. 18 canciones compitieron por 9 pases a la final en una ronda de votación determinada en una combinación de un 50% para un jurado profesional y 50% para el televoto. El panel de jurado fue compuesto por Željko Vasić (cantante), Tijana Milošević (violinista), Vojislav Aralica (productora), Tijana Bogićević (cantante) y Biljana Krstić (cantante).
| N.º | Artista                              | Canción                       | Jurado | Televoto | Televoto | Lugar | Puntos |
| N.º | Artista                              | Canción                       | Jurado | Votos    | Puntos   | Lugar | Puntos |
| --- | ------------------------------------ | ----------------------------- | ------ | -------- | -------- | ----- | ------ |
| 1   | Srđan Lazić                          | «Tražim te»                   | 3      | 444      | 0        | 12    | 3      |
| 2   | Julijana Vincan                      | «Istina i laži»               | 0      | 1,904    | 3        | 11    | 3      |
| 3   | Marko Nikolić                        | «Dođi da te volim»            | 0      | 661      | 0        | 17    | 0      |
| 4   | Zoe Kida                             | «Bejbi»                       | 6      | 2,018    | 5        | 3     | 11     |
| 5   | Orkestar Aleksandra Sofronijevića    | «Anđele moj»                  | 4      | 1,995    | 4        | 6     | 8      |
| 6   | Chegi & Braća Bluz Band              | «Devojko sa plamenom u očima» | 0      | 3,727    | 10       | 4     | 10     |
| 7   | Euterpa                              | «Nedostaješ»                  | 0      | 1,265    | 1        | 15    | 1      |
| 8   | Dušan Svilar                         | «Samo ne reci da voliš»       | 5      | 1,252    | 0        | 10    | 5      |
| 9   | Ivana Vladović & Jovana Stanimirović | «Prijaće ti»                  | 1      | 551      | 0        | 16    | 1      |
| 10  | Gift                                 | «Haos»                        | 12     | 2,178    | 6        | 2     | 18     |
| 11  | Zejna Murkić                         | «Nema te»                     | 8      | 595      | 0        | 7     | 8      |
| 12  | 'Sara Jo'                            | «Muškarčina»                  | 10     | 5,615    | 12       | 1     | 22     |
| 13  | Marija Mirković                      | «Požuri, požuri»              | 2      | 1,148    | 0        | 14    | 2      |
| 14  | Rocher Etno Band                     | «Hajde sad nek' svak' peva»   | 0      | 1,771    | 2        | 13    | 2      |
| 15  | Vasco                                | «Znaš li»                     | 0      | 899      | 0        | 17    | 0      |
| 16  | Tijana Dapčević                      | «Ljubi, ljubi doveka»         | 7      | 940      | 0        | 9     | 7      |
| 17  | Gramophonedzie                       | «Počinjem da ludim»           | 0      | 2,482    | 8        | 5     | 8      |
| 18  | Naiva                                | «Skidam»                      | 0      | 2,338    | 7        | 8     | 7      |

| Canción                       | Željko Vasić | Tijana Milošević | Vojislav Aralica | Tijana Bogićević | Biljana Krstić | Lugar | Total | Puntos |
| ----------------------------- | ------------ | ---------------- | ---------------- | ---------------- | -------------- | ----- | ----- | ------ |
| «Tražim te»                   | 1            | 3                |                  | 4                | 4              | 8     | 12    | 3      |
| «Istina i laži»               |              | 2                |                  |                  |                | 13    | 2     | 0      |
| «Dođi da te volim»            | 2            |                  |                  | 2                | 3              | 11    | 7     | 0      |
| «Bejbi»                       | 4            | 8                | 7                | 5                | 5              | 5     | 29    | 6      |
| «Anđele moj»                  | 5            | 1                | 4                |                  | 2              | 7     | 12    | 4      |
| «Devojko sa plamenom u očima» |              |                  |                  |                  |                | 14    | 0     | 0      |
| «Nedostaješ»                  |              |                  | 3                |                  |                | 12    | 3     | 0      |
| «Samo ne reci da voliš»       | 7            | 4                | 2                | 6                | 7              | 6     | 26    | 5      |
| «Prijaće ti»                  |              | 5                | 1                | 3                |                | 10    | 9     | 1      |
| «Haos»                        | 10           | 12               | 12               | 8                | 12             | 1     | 54    | 12     |
| «Nema te»                     | 6            | 7                | 8                | 7                | 8              | 3     | 36    | 8      |
| «Muškarčina»                  | 12           | 10               | 10               | 12               | 10             | 2     | 54    | 10     |
| «Požuri, požuri»              | 3            |                  | 6                | 1                | 1              | 9     | 11    | 2      |
| «Hajde sad nek' svak' peva»   |              |                  |                  |                  |                | 14    | 0     | 0      |
| «Znaš li»                     |              |                  |                  |                  |                | 14    | 0     | 0      |
| «Ljubi, ljubi doveka»         | 8            | 6                | 5                | 10               | 6              | 4     | 35    | 7      |
| «Počinjem da ludim»           |              |                  |                  |                  |                | 14    | 0     | 0      |
| «Skidam»                      |              |                  |                  |                  |                | 14    | 0     | 0      |

##### Final
La final se emitió el 5 de marzo de 2022, presentada por Dragana Kosjerina y Jovan Radomir desde los estudios de la RTS en la capital Belgrado. Las 18 canciones ganadoras de las semifinales compitieron en una ronda de votación determinada en una combinación de un 50% para un jurado profesional y 50% para el televoto. El panel de jurado fue compuesto por Dragoljub Ilić (compositor), Slobodan Marković (compositor), Una Senić (periodista musical), Vladimir Nikolov (compositor) y Neda Ukraden (cantante). Tras la ronda de votación fue declarada ganadora la cantante Konstrakta con la canción «In corpore sano» tras obtener la máxima puntuación del jurado y del televoto.
| N.º | Artista                           | Canción                       | Jurado | Televoto | Televoto | Lugar | Puntos |
| N.º | Artista                           | Canción                       | Jurado | Votos    | Puntos   | Lugar | Puntos |
| --- | --------------------------------- | ----------------------------- | ------ | -------- | -------- | ----- | ------ |
| 1   | Naiva                             | «Skidam»                      | 0      | 3,204    | 0        | 15    | 0      |
| 2   | Orkestar Aleksandra Sofronijevića | «Anđele moj»                  | 0      | 2,829    | 0        | 15    | 0      |
| 3   | Gift                              | «Haos»                        | 0      | 3,208    | 1        | 13    | 1      |
| 4   | Zejna Murkić                      | «Nema te»                     | 1      | 846      | 0        | 14    | 1      |
| 5   | Tijana Dapčević                   | «Ljubi, ljubi doveka»         | 4      | 1,228    | 0        | 11    | 4      |
| 6   | Lift                              | «Drama»                       | 0      | 6,947    | 6        | 7     | 6      |
| 7   | Gramophonedzie                    | «Počinjem da ludim»           | 0      | 2,444    | 0        | 15    | 0      |
| 8   | Zorja                             | «Zorja»                       | 8      | 16,875   | 8        | 3     | 16     |
| 9   | Aca Lukas                         | «Oskar»                       | 0      | 11,018   | 7        | 5     | 7      |
| 10  | Zoe Kida                          | «Bejbi»                       | 5      | 4,030    | 2        | 6     | 7      |
| 11  | Sara Jo                           | «Muškarčina»                  | 10     | 21,253   | 10       | 2     | 20     |
| 12  | Ana Stanić                        | «Ljubav bez dodira»           | 6      | 1,098    | 0        | 9     | 6      |
| 13  | Biber                             | «Dve godine i šes' dana»      | 0      | 3,130    | 0        | 15    | 0      |
| 14  | Angellina                         | «Origami»                     | 7      | 5,273    | 3        | 4     | 10     |
| 15  | Chegi & Braća Bluz Band           | «Devojko sa plamenom u očima» | 0      | 6,145    | 5        | 10    | 5      |
| 16  | Ivona                             | «Znam»                        | 3      | 2,169    | 0        | 12    | 3      |
| 17  | Marija Mikić                      | «Ljubav me inspiriše»         | 2      | 5,683    | 4        | 8     | 6      |
| 18  | Konstrakta                        | «In corpore sano»             | 12     | 44,459   | 12       | 1     | 24     |

| Canción                       | Dragoljub Ilić | Slobodan Marković | Una Senić | Vladimir Nikolov | Neda Ukraden | Lugar | Total | Puntos |
| ----------------------------- | -------------- | ----------------- | --------- | ---------------- | ------------ | ----- | ----- | ------ |
| «Skidam»                      | 3              | 4                 | 2         | 4                | 1            | 11    | 14    | 0      |
| «Anđele moj»                  |                |                   |           |                  | 2            | 15    | 2     | 0      |
| «Haos»                        |                |                   | 6         |                  | 5            | 12    | 11    | 0      |
| «Nema te»                     | 4              | 2                 |           | 2                | 7            | 10    | 15    | 1      |
| «Ljubi, ljubi doveka»         | 2              | 8                 | 3         |                  | 4            | 7     | 17    | 4      |
| «Drama»                       | 1              |                   |           |                  |              | 16    | 1     | 0      |
| «Počinjem da ludim»           |                |                   | 10        |                  |              | 13    | 10    | 0      |
| «Zorja»                       | 10             | 3                 |           | 6                | 12           | 3     | 31    | 8      |
| «Oskar»                       |                |                   |           |                  | 6            | 14    | 6     | 0      |
| «Bejbi»                       | 5              |                   | 7         | 5                | 3            | 6     | 20    | 5      |
| «Muškarčina»                  | 8              | 12                | 8         | 8                | 10           | 2     | 46    | 10     |
| «Ljubav bez dodira»           | 6              | 7                 | 4         | 3                |              | 5     | 20    | 6      |
| «Dve godine i šes' dana»      |                | 1                 |           |                  |              | 16    | 1     | 0      |
| «Origami»                     |                | 6                 | 5         | 1                | 8            | 4     | 20    | 7      |
| «Devojko sa plamenom u očima» |                |                   |           |                  |              | 18    | 0     | 0      |
| «Znam»                        |                | 5                 |           | 10               |              | 8     | 15    | 3      |
| «Ljubav me inspiriše»         | 7              |                   | 1         | 7                |              | 9     | 15    | 2      |
| «In corpore sano»             | 12             | 10                | 12        | 12               |              | 1     | 46    | 12     |

## En Eurovisión
De acuerdo a las reglas del festival, todos los concursantes iniciaron desde las semifinales, a excepción del anfitrión (en este caso, Italia) y el Big Five compuesto por Alemania, España, Francia, la misma Italia y Reino Unido. En el sorteo realizado el 25 de enero de 2022, Serbia fue sorteada en la segunda semifinal del festival. En este mismo sorteo, se determinó que participaría en la primera mitad de la semifinal (posiciones 1-9). Semanas después, ya conocidos los artistas y sus respectivas canciones participantes, la producción del programa dio a conocer el orden de actuación, determinando que el país participaría en la tercera posición, precedida por Israel y seguida de Azerbaiyán.
Los comentarios para Serbia en la transmisión por televisión corrieron por parte de Silvana Grujić en la primera semifinal, fungiendo como comentarista por cuarta ocasión, mientras que la segunda semifinal y la gran final fue  comentada por Duška Vučinić-Lučić quien realizó esta función por 13.ª ocasión. La portavoz de la votación del jurado profesional serbio fue por cuarta ocasión consecutiva la presentadora de televisión y periodista Dragana Kosjerina.

### Semifinal 2

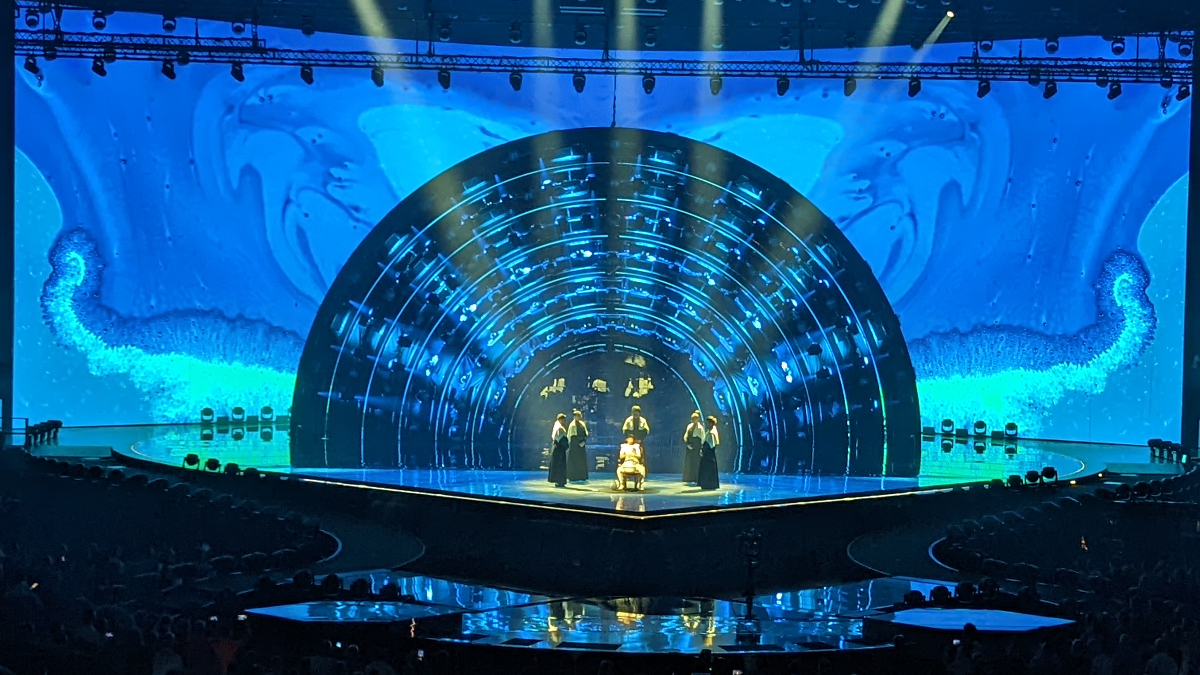
Konstrakta junto a sus coristas en la segunda semifinal.

Konstrakta tomó parte de los ensayos los días 2 y 5 de mayo así como de los ensayos generales con vestuario de la segunda semifinal los días 11 y 12 de mayo. El ensayo general de la tarde del 11 fue tomado en cuenta por los jurados profesionales para emitir sus votos, que representaron el 50% de los puntos. Serbia se presentó en la posición 3, detrás de Azerbaiyán y por delante de Israel.
La actuación serbia fue diseñada por la propia Konstrakta. La puesta en escena se mantuvo fiel a la presentada en la final nacional serbia, siendo una de las más particulares del concurso: Konstrakta, vistió un traje blanco con un ramillete de flores rojas en el pecho. Alrededor de ella se colocaron en semicírculo sus 5 coristas (llamados «Coro de Antiguos Latinos» o «hor starih Latina» en serbio): Milovan Bošković, Kosta Đuraković, Jovan Antić, Maja Randjić y Kristina Radenković, todos ellos utilizando un atuendo negro con una toalla blanca en el cuello. Konstrakta actuó sentada durante toda la canción lavandose las manos con ayuda de un tazón blanco que se encontraba frente a ella. En momentos clave de la canción, se mostraron subtítulos al inglés de las líneas de la canción para reforzar el entendimiento del significado de la canción para el espectador. Durante el coro Konstrakta y los coristas hicieron un singular movimiento de manos al ritmo de la melodía acompañado de aplausos que fueron secundados por la audiencia del público, todo esto mientras en la pantalla LED se mostraban fondos de agua jabonosa azul y en la parte final se hacía un efecto de flashes de luces de color rojo y se mostraba una serie de cruces (alusivas a las cruces médicas) con un contorno en rojo neón.
Al final del show, Serbia fue anunciada como uno de los 10 países finalistas. Los resultados revelados una vez terminado el festival, posicionaron a Serbia en 3° lugar de la semifinal con un total de 237 puntos, habiendo obtenido la segunda posición del público con 174 puntos (incluyendo 8 máximas puntuaciones) y obteniendo el noveno lugar del jurado profesional con 63 puntos.

### Final
Durante la rueda de prensa de los ganadores de la segunda semifinal, se realizó el sorteo en el que se decidió en que mitad participaría cada finalista. Serbia fue sorteada para participar en la segunda mitad de la final (posiciones 14-25). El orden de actuación revelado durante la madrugada del viernes 13 de mayo, decidió que Serbia debía actuar en la posición 24 por delante de Polonia y por detrás de Estonia. Konstrakta tomó parte de los ensayos generales con vestuario de la final los días 13 y 14 de mayo. El ensayo general de la tarde del 13 fue tomado en cuenta por los jurados profesionales para emitir sus votos, que representaron el 50% de los puntos.
Durante la votación final, Serbia se posicionó en 11° lugar de la votación del jurado profesional con 87 puntos, incluyendo la máxima puntuación del jurado de Croacia y Montenegro. Posteriormente, se reveló su puntuación en la  votación del público: el cuarto puesto con 225 puntos, incluyendo los 12 puntos del televoto de Croacia, Eslovenia, Macedonia del Norte, Montenegro y Suiza, y recibiendo votos de 34 de los 39 países votantes. De esta forma, en la sumatoria final, Serbia se colocó en 5.ª posición con 312 puntos, convirtiéndose en la mejor participación del país desde 2012 y el tercer Top 5 para el país balcánico en la historia del concurso. 

### Votación

#### Puntuación a Serbia

##### Semifinal 2
| Jurado                                                                                                   | Jurado                        | Jurado               | Jurado                           | Jurado                  |
| 12 puntos                                                                                                | 10 puntos                     | 8 puntos             | 7 puntos                         | 6 puntos                |
| --- | ----------------------------- | -------------------- | -------------------------------- | ----------------------- |
| - Macedonia del Norte                                                                                    |                               | - Finlandia          | - Irlanda - Montenegro           |                         |
| 5 puntos                                                                                                 | 4 puntos                      | 3 puntos             | 2 puntos                         | 1 punto                 |
| - Chipre - España - Reino Unido                                                                          | - Australia                   | - Azerbaiyán         | - Bélgica - Georgia - San Marino | - Israel                |
| Televoto                                                                                                 |                               |                      |                                  |                         |
| 12 puntos                                                                                                | 10 puntos                     | 8 puntos             | 7 puntos                         | 6 puntos                |
| - Australia - Chipre - Georgia - Macedonia del Norte - Malta - Montenegro - República Checa - San Marino | - Alemania - Rumania - Suecia | - Finlandia - Israel | - Polonia                        | - Bélgica - Reino Unido |
| 5 puntos                                                                                                 | 4 puntos                      | 3 puntos             | 2 puntos                         | 1 punto                 |
| - España                                                                                                 | - Estonia - Irlanda           |                      |                                  |                         |

##### Final
| Jurado                                                           | Jurado                                 | Jurado                                               | Jurado                                                                | Jurado                             |
| 12 puntos                                                        | 10 puntos                              | 8 puntos                                             | 7 puntos                                                              | 6 puntos                           |
| ---------------------------------------------------------------- | -------------------------------------- | ---------------------------------------------------- | --------------------------------------------------------------------- | ---------------------------------- |
| - Croacia - Montenegro                                           | - Macedonia del Norte                  | - Australia                                          | - Finlandia                                                           | - Eslovenia - España               |
| 5 puntos                                                         | 4 puntos                               | 3 puntos                                             | 2 puntos                                                              | 1 punto                            |
| - Irlanda                                                        | - Bélgica - Chipre - Italia - Suecia   | - Portugal                                           |                                                                       | - Lituania - Reino Unido           |
| Televoto                                                         |                                        |                                                      |                                                                       |                                    |
| 12 puntos                                                        | 10 puntos                              | 8 puntos                                             | 7 puntos                                                              | 6 puntos                           |
| - Croacia - Eslovenia - Macedonia del Norte - Montenegro - Suiza | - Austria - Bulgaria - República Checa | - Australia - Francia - Grecia - San Marino - Suecia | - Alemania - Chipre - Finlandia - Georgia - Israel - Italia - Rumania | - Armenia - Azerbaiyán - Malta     |
| 5 puntos                                                         | 4 puntos                               | 3 puntos                                             | 2 puntos                                                              | 1 punto                            |
| - Polonia - Portugal                                             |                                        | - Albania - Noruega - Países Bajos                   | - Bélgica - España - Letonia                                          | - Islandia - Irlanda - Reino Unido |

#### Votación realizada por Serbia
| Puntos    | Jurado              | Televoto            |
| --------- | ------------------- | ------------------- |
| 12 puntos | Suecia              | Montenegro          |
| 10 puntos | Estonia             | Chipre              |
| 8 puntos  | Azerbaiyán          | Macedonia del Norte |
| 7 puntos  | Montenegro          | República Checa     |
| 6 puntos  | Bélgica             | Rumania             |
| 5 puntos  | Finlandia           | Suecia              |
| 4 puntos  | República Checa     | Estonia             |
| 3 puntos  | Polonia             | Bélgica             |
| 2 puntos  | Australia           | Malta               |
| 1 punto   | Macedonia del Norte | Finlandia           |

| Puntos    | Jurado          | Televoto |
| --------- | --------------- | -------- |
| 12 puntos | Azerbaiyán      | Moldavia |
| 10 puntos | Estonia         | España   |
| 8 puntos  | Bélgica         | Noruega  |
| 7 puntos  | Portugal        | Ucrania  |
| 6 puntos  | Finlandia       | Estonia  |
| 5 puntos  | Suecia          | Rumania  |
| 4 puntos  | España          | Italia   |
| 3 puntos  | República Checa | Lituania |
| 2 puntos  | Lituania        | Francia  |
| 1 punto   | Reino Unido     | Suecia   |

##### Desglose
El jurado serbio estuvo compuesto por:
- Dušan Alagić
- Jelena Tomašević
- Mari Mari
- Miloš Luka Roganović
- Srđan Marjanović

| Semifinal 2 | Semifinal 2         | Semifinal 2                | Semifinal 2                | Semifinal 2                | Semifinal 2                | Semifinal 2                | Semifinal 2                | Semifinal 2                | Semifinal 2                | Semifinal 2                |
| N.º         | País                | Jurado                     | Jurado                     | Jurado                     | Jurado                     | Jurado                     | Jurado                     | Jurado                     | Televoto                   | Televoto                   |
| N.º         | País                | Jurado A                   | Jurado B                   | Jurado C                   | Jurado D                   | Jurado E                   | Ranking                    | Puntos                     | Ranking                    | Puntos                     |
| ----------- | ------------------- | -------------------------- | -------------------------- | -------------------------- | -------------------------- | -------------------------- | -------------------------- | -------------------------- | -------------------------- | -------------------------- |
| 01          | Finlandia           | 1                          | 8                          | 4                          | 7                          | 11                         | 6                          | 5                          | 10                         | 1                          |
| 02          | Israel              | 14                         | 11                         | 12                         | 15                         | 16                         | 15                         |                            | 15                         |                            |
| 03          | Serbia              | -------------------------- | -------------------------- | -------------------------- | -------------------------- | -------------------------- | -------------------------- | -------------------------- | -------------------------- | -------------------------- |
| 04          | Azerbaiyán          | 4                          | 2                          | 3                          | 5                          | 7                          | 3                          | 8                          | 17                         |                            |
| 05          | Georgia             | 15                         | 12                         | 11                         | 14                         | 14                         | 13                         |                            | 13                         |                            |
| 06          | Malta               | 16                         | 15                         | 16                         | 16                         | 12                         | 16                         |                            | 9                          | 2                          |
| 07          | San Marino          | 17                         | 17                         | 17                         | 17                         | 17                         | 17                         |                            | 12                         |                            |
| 08          | Australia           | 12                         | 5                          | 6                          | 10                         | 9                          | 9                          | 2                          | 11                         |                            |
| 09          | Chipre              | 13                         | 13                         | 9                          | 13                         | 13                         | 12                         |                            | 2                          | 10                         |
| 10          | Irlanda             | 10                         | 16                         | 15                         | 12                         | 15                         | 14                         |                            | 14                         |                            |
| 11          | Macedonia del Norte | 11                         | 7                          | 10                         | 11                         | 5                          | 10                         | 1                          | 3                          | 8                          |
| 12          | Estonia             | 5                          | 3                          | 2                          | 2                          | 6                          | 2                          | 10                         | 7                          | 4                          |
| 13          | Rumania             | 6                          | 9                          | 13                         | 8                          | 10                         | 11                         |                            | 5                          | 6                          |
| 14          | Polonia             | 7                          | 6                          | 8                          | 6                          | 8                          | 8                          | 3                          | 16                         |                            |
| 15          | Montenegro          | 2                          | 14                         | 14                         | 3                          | 1                          | 4                          | 7                          | 1                          | 12                         |
| 16          | Bélgica             | 3                          | 10                         | 7                          | 4                          | 3                          | 5                          | 6                          | 8                          | 3                          |
| 17          | Suecia              | 8                          | 1                          | 1                          | 1                          | 2                          | 1                          | 12                         | 6                          | 5                          |
| 18          | República Checa     | 9                          | 4                          | 5                          | 9                          | 4                          | 7                          | 4                          | 4                          | 7                          |

| Final | Final           | Final                      | Final                      | Final                      | Final                      | Final                      | Final                      | Final                      | Final                      | Final                      |
| N.º   | País            | Jurado                     | Jurado                     | Jurado                     | Jurado                     | Jurado                     | Jurado                     | Jurado                     | Televoto                   | Televoto                   |
| N.º   | País            | Jurado A                   | Jurado B                   | Jurado C                   | Jurado D                   | Jurado E                   | Ranking                    | Puntos                     | Ranking                    | Puntos                     |
| ----- | --------------- | -------------------------- | -------------------------- | -------------------------- | -------------------------- | -------------------------- | -------------------------- | -------------------------- | -------------------------- | -------------------------- |
| 01    | República Checa | 8                          | 9                          | 16                         | 5                          | 9                          | 8                          | 3                          | 17                         |                            |
| 02    | Rumania         | 7                          | 23                         | 17                         | 9                          | 14                         | 13                         |                            | 6                          | 5                          |
| 03    | Portugal        | 17                         | 4                          | 1                          | 4                          | 10                         | 4                          | 7                          | 11                         |                            |
| 04    | Finlandia       | 1                          | 13                         | 9                          | 6                          | 4                          | 5                          | 6                          | 12                         |                            |
| 05    | Suiza           | 21                         | 19                         | 10                         | 12                         | 21                         | 21                         |                            | 24                         |                            |
| 06    | Francia         | 22                         | 20                         | 12                         | 24                         | 24                         | 24                         |                            | 9                          | 2                          |
| 07    | Noruega         | 24                         | 10                         | 19                         | 15                         | 20                         | 22                         |                            | 3                          | 8                          |
| 08    | Armenia         | 16                         | 15                         | 5                          | 10                         | 12                         | 12                         |                            | 19                         |                            |
| 09    | Italia          | 10                         | 11                         | 11                         | 21                         | 18                         | 19                         |                            | 7                          | 4                          |
| 10    | España          | 9                          | 3                          | 22                         | 19                         | 3                          | 7                          | 4                          | 2                          | 10                         |
| 11    | Países Bajos    | 15                         | 6                          | 6                          | 17                         | 17                         | 11                         |                            | 13                         |                            |
| 12    | Ucrania         | 18                         | 7                          | 24                         | 20                         | 15                         | 20                         |                            | 4                          | 7                          |
| 13    | Alemania        | 19                         | 16                         | 7                          | 11                         | 16                         | 17                         |                            | 21                         |                            |
| 14    | Lituania        | 5                          | 17                         | 8                          | 8                          | 19                         | 9                          | 2                          | 8                          | 3                          |
| 15    | Azerbaiyán      | 4                          | 8                          | 2                          | 1                          | 2                          | 1                          | 12                         | 22                         |                            |
| 16    | Bélgica         | 2                          | 21                         | 3                          | 2                          | 6                          | 3                          | 8                          | 14                         |                            |
| 17    | Grecia          | 6                          | 12                         | 18                         | 22                         | 13                         | 15                         |                            | 15                         |                            |
| 18    | Islandia        | 20                         | 24                         | 4                          | 23                         | 23                         | 16                         |                            | 23                         |                            |
| 19    | Moldavia        | 23                         | 22                         | 15                         | 14                         | 22                         | 23                         |                            | 1                          | 12                         |
| 20    | Suecia          | 13                         | 1                          | 23                         | 18                         | 1                          | 6                          | 5                          | 10                         | 1                          |
| 21    | Australia       | 14                         | 18                         | 14                         | 7                          | 11                         | 14                         |                            | 20                         |                            |
| 22    | Reino Unido     | 12                         | 5                          | 21                         | 13                         | 7                          | 10                         | 1                          | 16                         |                            |
| 23    | Polonia         | 11                         | 14                         | 20                         | 16                         | 8                          | 18                         |                            | 18                         |                            |
| 24    | Serbia          | -------------------------- | -------------------------- | -------------------------- | -------------------------- | -------------------------- | -------------------------- | -------------------------- | -------------------------- | -------------------------- |
| 25    | Estonia         | 3                          | 2                          | 13                         | 3                          | 5                          | 2                          | 10                         | 5                          | 6                          |